# تونتو (أسطورة)
تونتو (بالإنجليزية: Tontu)‏ روح ذات طبيعة متقلبة في الأساطير الفنلندية تراقب رفاهية البيت، وتكافئ أعضاء الأسرة بالمال والغلال.